# 篠崎好
篠崎 好（しのざき よしみ）は日本の女性脚本家、ライター。
神奈川県出身。埼玉県立浦和第一女子高等学校卒業。1973年に子供向け番組『クレクレタコラ』でデビュー。以降、アクションドラマやサスペンスドラマ、時代劇を中心に数多くの作品の執筆を行う。現在は西村京太郎トラベルミステリーシリーズのメインライターとして活動。

## 主な作品

### テレビドラマ
- 傷だらけの天使 (1974年-1975年、日本テレビ) 主演：萩原健一
- さすらい刑事旅情編
- はぐれ刑事純情派
- 風の刑事・東京発!
- 赤かぶ検事奮戦記シリーズ (1983年-1990年、朝日放送) 主演：フランキー堺
- 月曜ワイド劇場
  - 『美しい女医の診療室3』(1985年8月12日、テレビ朝日) 主演：いしだあゆみ[2]
- 土曜ワイド劇場
  - 『西村京太郎トラベルミステリー』シリーズ
  - 『おとり捜査官・北見志穂』シリーズ
  - 『江戸川乱歩の美女シリーズ』「天使と悪魔の美女」(1983年1月1日)　主演：天知茂
  - 『江戸川乱歩の美女シリーズ』「白い素肌の美女」(1983年4月16日)　主演：天知茂
  - 『混浴露天風呂連続殺人5』 (1986年9月20日、朝日放送) 主演：古谷一行
  - 『カルチャースクール連続殺人事件』（1987年1月24日、テレビ朝日）主演：市毛良枝
  - 『混浴露天風呂連続殺人6』 (1987年4月18日、朝日放送) 主演：古谷一行
  - 『アルプス秘湯推理旅行』(1990年4月28日、テレビ朝日) 主演：田中好子
  - 『駅弁探偵殺人事件』(1992年12月19日、テレビ朝日) 主演：三田寛子
  - 『女刑事・柏木冴子 金沢・越前海岸連続誘拐殺人事件』(1993年12月18日、テレビ朝日) 主演：中原理恵
  - 『駅弁探偵連続殺人』 (1995年9月16日、朝日放送) 主演：三田寛子
  - 『女請負人』（2000年7月29日）主演：高樹沙耶
  - 『混浴露天風呂連続殺人25』 (2006年1月21日、朝日放送) 主演：古谷一行
  - 『女警察署長』 (2009年5月23日、テレビ朝日) 主演：浅野ゆう子
  - 『内田康夫サスペンス・福原警部1』 (2009年6月6日、テレビ朝日) 主演：石塚英彦
- 月曜女のサスペンス『愛のアリバイ』 (1989年2月13日、テレビ東京) 主演：市毛良枝
- 月曜ドラマスペシャル 『みちのく露天風呂 べに花殺人事件』 (1990年8月20日、TBS) 主演：渡辺徹
- 火曜サスペンス劇場 (NTV)
  - 『妻よ睡れ』 (1982年11月30日) 主演：田村正和
  - 『婚約解消殺人事件』(1989年6月13日) 主演：高木美保
  - 『森村誠一の結婚株式会社』 (1990年11月6日) 主演：沢田亜矢子
- 看護婦探偵 戸田鮎子2 死の誕生パーティー (1995年3月20日、TBS) 主演：斉藤由貴
- 往診ドクター事件カルテ（1992年、朝日放送）
- 女と愛とミステリー (テレビ東京)
  - 『断崖』(2001年4月29日) 主演：水野真紀
  - 『南紀・伊豆Sの逆転』(2002年3月10日) 主演：榎木孝明
  - 『訃報は午後二時に届く』(2003年12月7日) 主演：沢口靖子

### 時代劇
- 必殺シリーズ
- 暴れん坊将軍
- 名奉行 遠山の金さん

### テレビアニメ
- 宝島（1978年、日本テレビ・東京ムービー新社）
- ベルサイユのばら（1979年、日本テレビ・東京ムービー新社）
- あしたのジョー2（1980年、日本テレビ・東京ムービー新社）
- じゃりン子チエ（1981年、毎日放送・東京ムービー新社）
- おはよう!スパンク (1981年-1982年、朝日放送・東京ムービー新社)

### 映画
- ザ・レイプ（1982年、東映）主演：田中裕子